# Montivipera
Montivipera (víboras de montanha), é um género de víboras, o qual, dependendo da fonte, contém até oito espécies. A víbora de montanha mais conhecida é a pequena víbora asiática (Montivipera xanthina). Como todas as víboras, são venenosas, mas a mordida raramente é fatal para os seres humanos.

## Descrição
As espécies de Montivipera atingem comprimentos corporais, em média, de 80 a 100 centímetros, especialmente as víboras de montanha da Ásia Menor, mas também podem atingir comprimentos de 150 centímetros. As fêmeas são geralmente um pouco  maiores do que os machos.

## Distribuição geográfica
As espécies de Montivipera vivem numa área de distribuição relativamente pequena na Ásia Menor e no Médio Oriente. A víbora-da-ásia-menor é a que tem maior área de distribuição, da Grécia à Turquia central, enquanto todas as outras espécies se restringem a estreitas faixas montanhosas na Turquia, Iraque, Irão, Líbano, Arménia e Azerbeijão, onde são endémicas.
Geralmente vivem em planaltos secos de vegetação baixa em altitudes até 2000 m com solo pedregoso e arenoso. A vegetação dessas áreas consiste principalmente de gramíneas e arbustos.

## Taxonomia
A classificação taxonómica das víboras de montanha encontra-se actualmente em discussão, de forma que existem dois nomes genéricos alternativos na literatura. Tradicionalmente, as víboras de montanha foram classificadas no género Vipera, formando dentro desse género um complexo com outras espécies, chamado complexo Vipera xanthina. Todas as espécies deste complexo compartilham características anatómicas com as víboras de montanha e vivem espalhadas pela Ásia Menor em altitudes mais elevadas de paisagens montanhosas relativamente isoladas.
Incluindo a víbora de montanha da Ásia Menor, considera-se actualmente que pertencem ao género Montivipera as seguintes espécies:
- Montivipera albicornuta
- Montivipera albizona
- Montivipera bornmuelleri
- Montivipera bulgardaghica
- Montivipera latifii
- Montivipera raddei
- Montivipera wagneri
- Montivipera xanthina

Algumas destas espécies eram, até há poucos anos, consideradas subespécies da víbora da Ásia Menor, enquanto o estatuto de algumas espécies, por exemplo, V. bulgardaghica ou V. albicornuta ainda é controverso.
Em 1999 foi proposta a retirada das espécies do complexo xanthina do género Vipera e proposta a sua inclusão num novo género, Montivipera, o qual prevaleceu apenas de forma limitada na literatura. Assim, Joger e Nilson (2005) consideraram uma só espécie de víboras de montanha, M. xanthina e a base-de-dados The Reptile Database considera o género Montivipera como um género separado, e separou-o de Vipera. Para Mallow et al. (2003), no entanto, estas e as outras espécies continuam a ser designadas sob os nomes estabelecidos dentro do género Vipera e são incluídas no subgénero Montivipera.
Lenk et al. (2001), confirmaram, por meio de estudos imunológicos, que Montivipera é um grupo monofilético separado. No entanto, estes resultados indicaram também que se trata de um grupo-irmão de duas espécies de grandes víboras (Macrovipera) dentro de um complexo composto pelas espécies de Daboia, Macrovipera e Montivipera, pelo que o género Vipera com o subgénero Montivipera deixou de poder ser considerado um grupo relacional natural para todos os derivados de um tronco-comum, sendo considerado parafilético.
Essa visão é confirmada por Garrigues et al. (2004), considerando-se que as víboras formam uma seção europeia de várias espécies de Vipera e uma seção oriental com os géneros Daboia e Macrovipera e as espécies de Montivipera. Actualmente, todas as espécies do complexo xanthina do género Montivipera são consideradas parte sa secção oriental.